# Chetco Peak
Chetco Peak je hora na jihozápadě Oregonu v Spojených státech amerických. Leží v okrese Curry ve vzdálenosti zhruba čtyřiadvaceti kilometrů od pobřeží Tichého oceánu a šestnácti kilometrů od hranic Kalifornie. Je součástí hřebene Klamathských hor.
Blízko hory pramení stejnojmenná řeka Chetco a jméno s horou také sdílí Chetcové,
kmen Indiánů kdysi obývajících tuto oblast (hlavní vesnice byla u ústí Chetca), ale dnes v podstatě vymřelý. Z jejich jazyka od slovo Cheti znamenajícího „blízký ústí toku“ také pochází pojmenování řeky a hory.